# Grande Fratello VIP (seconda edizione)
La seconda edizione del reality show Grande Fratello VIP è andata in onda in diretta in prima serata su Canale 5 dall'11 settembre al 4 dicembre 2017. È durata 85 giorni, ed è stata condotta per il secondo anno consecutivo da Ilary Blasi, affiancata in studio dall'opinionista Alfonso Signorini. In questa edizione e anche nella successiva terza edizione del programma si è aggiunta anche la Gialappa's Band, in collegamento nei ruoli di opinionisti.
Le vicende dei concorrenti sono state trasmesse da Canale 5 ogni lunedì in prima serata, mentre la trasmissione delle strisce quotidiane nel day-time è stata affidata a Canale 5 e a Italia 1. Inoltre la diretta è stata visibile su La 5 e su Mediaset Extra, con quest'ultima in diretta dalle 10:00 alle 7:00 del giorno successivo. Dal 27 settembre 2018 su Italia 1 in seconda serata e dal lunedì al venerdì alle 19:00 in formato breve è andata in onda Mai Dire Grande Fratello VIP condotto dalla Gialappa's Band.
L'edizione è stata vinta da Daniele Bossari.

## La casa
La location del GFVIP era la stessa del programma originale, composta all'interno dalla casa classica comunicante, tramite una porta che solo il Grande Fratello poteva aprire, e tramite finestre, con la Stazione di Tristopoli, dove risiedevano i concorrenti che perdevano le prove settimanali.
Particolarità della casa degli agiati (così definita dalla conduttrice Ilary Blasi) erano la camera da letto unica per tutti i concorrenti e un confessionale comprendente un divanetto tutto ricoperto d'oro, progettato con l'obiettivo di mettere in evidenza la ricchezza della casa rispetto alla Stazione.
Inoltre erano presenti tre stanze speciali: la Mistery Room, che si apriva sul salotto della casa agiata, il Club, che si apriva sul salotto della Stazione di Tristopoli, e la Stanza Ovale, che si apriva all'ingresso, di fronte alla porta della camera da letto.
Durante questa edizione del GFVIP venne inoltre inaugurata la SPA Flower Power, un centro benessere interamente gestito dai concorrenti dove il pubblico da casa poteva andare, previa prenotazione, per ricevere un trattamento.

## Concorrenti
L'età dei concorrenti si riferisce al momento dell'ingresso nella casa.
| Concorrente          | Età     | Professione                           | Luogo di nascita        | Stato                |
| -------------------- | ------- | ------------------------------------- | ----------------------- | -------------------- |
| Daniele Bossari      | 42 anni | Conduttore TV, conduttore radiofonico | Milano                  | Vincitore            |
| Luca Onestini        | 24 anni | Modello                               | Castel San Pietro Terme | Secondo classificato |
| Ivana Mrázová        | 25 anni | Modella, personaggio TV               | Vimperk                 | Terza classificata   |
| Giulia De Lellis     | 21 anni | Influencer                            | Roma                    | Quarta classificata  |
| Aída Yéspica         | 35 anni | Modella, showgirl                     | Barquisimeto            | Quinta classificata  |
| Raffaello Tonon      | 37 anni | Personaggio TV                        | Milano                  | Eliminato            |
| Cristiano Malgioglio | 72 anni | Cantautore, paroliere, personaggio TV | Ramacca                 | Eliminato            |
| Lorenzo Flaherty     | 49 anni | Attore                                | Roma                    | Eliminato            |
| Ignazio Moser        | 25 anni | Modello, ciclista                     | Trento                  | Eliminato            |
| Cecilia Rodríguez    | 27 anni | Modella                               | Buenos Aires            | Eliminata            |
| Jeremias Rodríguez   | 28 anni | Modello                               | Buenos Aires            | Eliminato            |
| Corinne Cléry        | 67 anni | Attrice                               | Parigi                  | Eliminata            |
| Carmen Russo         | 57 anni | Ballerina, showgirl, attrice          | Genova                  | Eliminata            |
| Veronica Angeloni    | 31 anni | Pallavolista                          | Massa                   | Eliminata            |
| Simona Izzo          | 64 anni | Attrice, regista, sceneggiatrice      | Roma                    | Eliminata            |
| Carmen Di Pietro     | 52 anni | Showgirl                              | Potenza                 | Eliminata            |
| Marco Predolin       | 66 anni | Conduttore TV                         | Borgo Val di Taro       | Espulso              |
| Serena Grandi        | 59 anni | Attrice                               | Bologna                 | Eliminata            |
| Carla Cruz           | 24 anni | Modella                               | Quito                   | Eliminata            |

## Tabella delle nomination
Legenda
     Squadra Blu (Settimane 1-3)
     Squadra Rossa (Settimane 1-3)
     Concorrente immune dalle nomination
     Concorrente in nomination
     Concorrente salvato
     Concorrente finalista

|                     |                     | Settimana 1                                       | Settimana 1                                       | Settimana 2                                       | Settimana 2                                       | Settimana 3                                       | Settimana 3                                       | Settimana 4                            | Settimana 4                            | Settimana 5                            | Settimana 5                            | Settimana 6                            | Settimana 6                            | Settimana 7                            | Settimana 7                            | Settimana 8                            | Settimana 8                            | Settimana 9                              | Settimana 9                              | Settimana 10                           | Settimana 10                           | Settimana 10                           | Settimana 11                           | Settimana 11                           | Settimana 11                           | Settimana 12                           | Settimana 12                           | Settimana 12                           | Ultima settimana                          | Ultima settimana                          | Numero totale di nomination |
| ------------------- | ------------------- | ------------------------------------------------- | ------------------------------------------------- | ------------------------------------------------- | ------------------------------------------------- | ------------------------------------------------- | ------------------------------------------------- | -------------------------------------- | -------------------------------------- | -------------------------------------- | -------------------------------------- | -------------------------------------- | -------------------------------------- | -------------------------------------- | -------------------------------------- | -------------------------------------- | -------------------------------------- | ---------------------------------------- | ---------------------------------------- | -------------------------------------- | -------------------------------------- | -------------------------------------- | -------------------------------------- | -------------------------------------- | -------------------------------------- | -------------------------------------- | -------------------------------------- | -------------------------------------- | ----------------------------------------- | ----------------------------------------- | --------------------------- |
| Capitano della casa | Capitano della casa | Nessuno                                           | Nessuno                                           | Aída                                              | Aída                                              | Marco                                             | Marco                                             | Luca                                   | Luca                                   | Ignazio                                | Ignazio                                | Daniele                                | Daniele                                | Cristiano                              | Cristiano                              | Cristiano                              | Cristiano                              | Raffaello                                | Raffaello                                | Giulia                                 | Giulia                                 | Giulia                                 | Nessuno                                | Nessuno                                | Nessuno                                | Nessuno                                | Nessuno                                | Nessuno                                | Nessuno                                   | Nessuno                                   | Numero totale di nomination |
|                     |                     |                                                   |                                                   |                                                   |                                                   |                                                   |                                                   |                                        |                                        |                                        |                                        |                                        |                                        |                                        |                                        |                                        |                                        |                                          |                                          |                                        |                                        |                                        |                                        |                                        |                                        |                                        |                                        |                                        |                                           |                                           |                             |
|                     | Daniele             | Ivana                                             | 0                                                 | Aída                                              | Aída                                              | Ignazio                                           | 4                                                 | Giulia                                 | 1                                      | Aída                                   | Aída                                   | Non votante                            | Non votante                            | Carmen R.                              | Carmen R.                              | Raffaello                              | Raffaello                              | Giulia                                   | 1                                        | Nominato Giulia                        | Cecilia Ivana                          | 0                                      | Nominato Aída                          | In finale                              | In finale                              | In finale                              | In finale                              | In finale                              | Vincitore (Giorno 85)                     | Vincitore (Giorno 85)                     | 6                           |
|                     | Luca                | Carla                                             | 2                                                 | Lorenzo                                           | 1                                                 | Carmen D.P.                                       | Carmen D.P.                                       | Non votante                            | Non votante                            | Aída                                   | Aída                                   | Veronica                               | 2                                      | Carmen R.                              | 0                                      | Aída                                   | 1                                      | Jeremias                                 | 2                                        | Lorenzo                                | Aida Cecilia                           | 2                                      | Raffaello                              | Cristiano Ignazio                      | 1                                      | Nominato                               | Salvato                                | Nominato                               | Secondo classificato (Giorno 85)          | Secondo classificato (Giorno 85)          | 10                          |
|                     | Ivana               | Gianluca                                          | 4                                                 | Serena                                            | 2                                                 | Daniele                                           | Daniele                                           | Simona                                 | 0                                      | Lorenzo                                | 0                                      | Jeremias                               | 2                                      | Carmen R.                              | Carmen R.                              | Raffaello                              | Raffaello                              | Cristiano                                | 0                                        | Giulia                                 | Cristiano Lorenzo                      | 3                                      | Luca                                   | Cristiano Lorenzo                      | 2                                      | Salvata                                | Nominata                               | In finale                              | Terza classificata (Giorno 85)            | Terza classificata (Giorno 85)            | 13                          |
|                     | Giulia              | Ivana                                             | 0                                                 | Serena                                            | 0                                                 | Daniele                                           | Daniele                                           | Daniele                                | 1                                      | Lorenzo                                | Lorenzo                                | Jeremias                               | Jeremias                               | Raffaello                              | Raffaello                              | Corinne                                | Corinne                                | Daniele                                  | 2                                        | Ignazio                                | In finale                              | In finale                              | Ignazio Daniele                        | In finale                              | In finale                              | In finale                              | In finale                              | In finale                              | Quarta classificata (Giorno 85)           | Quarta classificata (Giorno 85)           | 3                           |
|                     | Aída                | Ignazio                                           | 0                                                 | Serena (x2)                                       | 1                                                 | Daniele                                           | Daniele                                           | Simona                                 | 0                                      | Lorenzo                                | 3                                      | Jeremias                               | 0                                      | Corinne                                | 4                                      | Corinne                                | 3                                      | Raffaello                                | 0                                        | Salvata                                | Cristiano Luca                         | 1                                      | Cristiano                              | In finale                              | In finale                              | In finale                              | In finale                              | In finale                              | Quinta classificata (Giorno 85)           | Quinta classificata (Giorno 85)           | 12                          |
| Raffaello           | Raffaello           | Non in casa                                       | Non in casa                                       | Non in casa                                       | Non in casa                                       | Non in casa                                       | Non in casa                                       | Non in casa                            | Non in casa                            | Non in casa                            | Non in casa                            | Immune                                 | Immune                                 | Aída                                   | 1                                      | Aída                                   | 3                                      | Jeremias                                 | 2                                        | Luca                                   | Cecilia Ignazio                        | 2                                      | Salvato                                | Ignazio Ivana                          | 1                                      | Salvato                                | Salvato                                | Nominato                               | Eliminato (Giorno 85)                     | Eliminato (Giorno 85)                     | 9                           |
|                     | Cristiano           | Ivana                                             | 0                                                 | Ivana                                             | Ivana                                             | Gianluca                                          | 1                                                 | Lorenzo                                | 1                                      | Gianluca                               | Gianluca                               | Ivana                                  | Ivana                                  | Non votante                            | Non votante                            | Non votante                            | Non votante                            | Ignazio                                  | 2                                        | Nominato Aída                          | Ignazio Ivana                          | 3                                      | Raffaello                              | Ignazio Luca                           | 3                                      | Salvato                                | Nominato                               | Eliminato (Giorno 78)                  | Eliminato (Giorno 78)                     | Eliminato (Giorno 78)                     | 10                          |
|                     | Lorenzo             | Luca                                              | 0                                                 | Marco                                             | 3                                                 | Simona                                            | Simona                                            | Simona                                 | 2                                      | Veronica                               | 6                                      | Veronica                               | Veronica                               | Aída                                   | 0                                      | Corinne                                | 1                                      | Giulia                                   | 0                                        | Salvato                                | Ignazio Ivana                          | 1                                      | Salvato                                | Ignazio Ivana                          | 2                                      | Nominato                               | Eliminato (Giorno 78)                  | Eliminato (Giorno 78)                  | Eliminato (Giorno 78)                     | Eliminato (Giorno 78)                     | 15                          |
|                     | Ignazio             | Gianluca                                          | 2                                                 | Serena                                            | Serena                                            | Daniele                                           | 1                                                 | Simona                                 | 0                                      | Non votante                            | Non votante                            | Veronica                               | Veronica                               | Carmen R.                              | Carmen R.                              | Raffaello                              | Raffaello                              | Cristiano                                | 1                                        | Cecilia                                | Cristiano Raffaello                    | 3                                      | Nominato Aída                          | Cristiano Lorenzo Raffaello            | 4                                      | Luca Raffaello                         | Eliminato (Giorno 78)                  | Eliminato (Giorno 78)                  | Eliminato (Giorno 78)                     | Eliminato (Giorno 78)                     | 11                          |
| Cecilia             | Cecilia             | Partecipante in coppia con Jeremias (Giorno 1-22) | Partecipante in coppia con Jeremias (Giorno 1-22) | Partecipante in coppia con Jeremias (Giorno 1-22) | Partecipante in coppia con Jeremias (Giorno 1-22) | Partecipante in coppia con Jeremias (Giorno 1-22) | Partecipante in coppia con Jeremias (Giorno 1-22) | Simona                                 | 0                                      | Lorenzo                                | Lorenzo                                | Luca                                   | 0                                      | Carmen R.                              | Carmen R.                              | Lorenzo                                | Lorenzo                                | Luca                                     | 0                                        | Aída                                   | Luca Raffaello                         | 3                                      | Eliminata (Giorno 71)                  | Eliminata (Giorno 71)                  | Eliminata (Giorno 71)                  | Eliminata (Giorno 71)                  | Eliminata (Giorno 71)                  | Eliminata (Giorno 71)                  | Eliminata (Giorno 71)                     | Eliminata (Giorno 71)                     | 4                           |
| Jeremias            | Jeremias            | Partecipante in coppia con Cecilia (Giorno 1-22)  | Partecipante in coppia con Cecilia (Giorno 1-22)  | Partecipante in coppia con Cecilia (Giorno 1-22)  | Partecipante in coppia con Cecilia (Giorno 1-22)  | Partecipante in coppia con Cecilia (Giorno 1-22)  | Partecipante in coppia con Cecilia (Giorno 1-22)  | Simona                                 | 0                                      | Aída                                   | Aída                                   | Ivana                                  | 3                                      | Carmen R.                              | Carmen R.                              | Luca                                   | 0                                      | Luca Raffaello                           | 2                                        | Eliminato (Giorno 64)                  | Eliminato (Giorno 64)                  | Eliminato (Giorno 64)                  | Eliminato (Giorno 64)                  | Eliminato (Giorno 64)                  | Eliminato (Giorno 64)                  | Eliminato (Giorno 64)                  | Eliminato (Giorno 64)                  | Eliminato (Giorno 64)                  | Eliminato (Giorno 64)                     | Eliminato (Giorno 64)                     | 6                           |
| Corinne             | Corinne             | Non in casa                                       | Non in casa                                       | Non in casa                                       | Non in casa                                       | Non in casa                                       | Non in casa                                       | Non in casa                            | Non in casa                            | Non in casa                            | Non in casa                            | Immune                                 | Immune                                 | Aída                                   | 1                                      | Aída                                   | 3                                      | Eliminata (Giorno 57)                    | Eliminata (Giorno 57)                    | Eliminata (Giorno 57)                  | Eliminata (Giorno 57)                  | Eliminata (Giorno 57)                  | Eliminata (Giorno 57)                  | Eliminata (Giorno 57)                  | Eliminata (Giorno 57)                  | Eliminata (Giorno 57)                  | Eliminata (Giorno 57)                  | Eliminata (Giorno 57)                  | Eliminata (Giorno 57)                     | Eliminata (Giorno 57)                     | 4                           |
| Carmen R.           | Carmen R.           | Non in casa                                       | Non in casa                                       | Non in casa                                       | Non in casa                                       | Non in casa                                       | Non in casa                                       | Non in casa                            | Non in casa                            | Non in casa                            | Non in casa                            | Immune                                 | Immune                                 | Aída                                   | 6                                      | Eliminata (Giorno 50)                  | Eliminata (Giorno 50)                  | Eliminata (Giorno 50)                    | Eliminata (Giorno 50)                    | Eliminata (Giorno 50)                  | Eliminata (Giorno 50)                  | Eliminata (Giorno 50)                  | Eliminata (Giorno 50)                  | Eliminata (Giorno 50)                  | Eliminata (Giorno 50)                  | Eliminata (Giorno 50)                  | Eliminata (Giorno 50)                  | Eliminata (Giorno 50)                  | Eliminata (Giorno 50)                     | Eliminata (Giorno 50)                     | 6                           |
|                     | Veronica            | Carla                                             | 0                                                 | Lorenzo                                           | Lorenzo                                           | Carmen D.P.                                       | 1                                                 | Simona                                 | 0                                      | Lorenzo                                | 1                                      | Luca                                   | 3                                      | Eliminata (Giorno 43)                  | Eliminata (Giorno 43)                  | Eliminata (Giorno 43)                  | Eliminata (Giorno 43)                  | Eliminata (Giorno 43)                    | Eliminata (Giorno 43)                    | Eliminata (Giorno 43)                  | Eliminata (Giorno 43)                  | Eliminata (Giorno 43)                  | Eliminata (Giorno 43)                  | Eliminata (Giorno 43)                  | Eliminata (Giorno 43)                  | Eliminata (Giorno 43)                  | Eliminata (Giorno 43)                  | Eliminata (Giorno 43)                  | Eliminata (Giorno 43)                     | Eliminata (Giorno 43)                     | 5                           |
|                     | Gianluca            | Ignazio                                           | 2                                                 | Serena                                            | Serena                                            | Cristiano                                         | 1                                                 | Cristiano                              | 0                                      | Lorenzo                                | 1                                      | Espulso (Giorno 36)                    | Espulso (Giorno 36)                    | Espulso (Giorno 36)                    | Espulso (Giorno 36)                    | Espulso (Giorno 36)                    | Espulso (Giorno 36)                    | Espulso (Giorno 36)                      | Espulso (Giorno 36)                      | Espulso (Giorno 36)                    | Espulso (Giorno 36)                    | Espulso (Giorno 36)                    | Espulso (Giorno 36)                    | Espulso (Giorno 36)                    | Espulso (Giorno 36)                    | Espulso (Giorno 36)                    | Espulso (Giorno 36)                    | Espulso (Giorno 36)                    | Espulso (Giorno 36)                       | Espulso (Giorno 36)                       | 4                           |
|                     | Simona              | Carla                                             | 0                                                 | Lorenzo                                           | Lorenzo                                           | Carmen D.P.                                       | 2                                                 | Lorenzo                                | 7                                      | Eliminata (Giorno 29)                  | Eliminata (Giorno 29)                  | Eliminata (Giorno 29)                  | Eliminata (Giorno 29)                  | Eliminata (Giorno 29)                  | Eliminata (Giorno 29)                  | Eliminata (Giorno 29)                  | Eliminata (Giorno 29)                  | Eliminata (Giorno 29)                    | Eliminata (Giorno 29)                    | Eliminata (Giorno 29)                  | Eliminata (Giorno 29)                  | Eliminata (Giorno 29)                  | Eliminata (Giorno 29)                  | Eliminata (Giorno 29)                  | Eliminata (Giorno 29)                  | Eliminata (Giorno 29)                  | Eliminata (Giorno 29)                  | Eliminata (Giorno 29)                  | Eliminata (Giorno 29)                     | Eliminata (Giorno 29)                     | 9                           |
|                     | I Rodriguez         | Carla                                             | 0                                                 | Marco                                             | 1                                                 | Simona                                            | Simona                                            | Partecipanti singolarmente (Giorno 22) | Partecipanti singolarmente (Giorno 22) | Partecipanti singolarmente (Giorno 22) | Partecipanti singolarmente (Giorno 22) | Partecipanti singolarmente (Giorno 22) | Partecipanti singolarmente (Giorno 22) | Partecipanti singolarmente (Giorno 22) | Partecipanti singolarmente (Giorno 22) | Partecipanti singolarmente (Giorno 22) | Partecipanti singolarmente (Giorno 22) | Partecipanti singolarmente (Giorno 22)   | Partecipanti singolarmente (Giorno 22)   | Partecipanti singolarmente (Giorno 22) | Partecipanti singolarmente (Giorno 22) | Partecipanti singolarmente (Giorno 22) | Partecipanti singolarmente (Giorno 22) | Partecipanti singolarmente (Giorno 22) | Partecipanti singolarmente (Giorno 22) | Partecipanti singolarmente (Giorno 22) | Partecipanti singolarmente (Giorno 22) | Partecipanti singolarmente (Giorno 22) | Partecipanti singolarmente (Giorno 22)    | Partecipanti singolarmente (Giorno 22)    | 1                           |
|                     | Carmen D. P.        | Carla                                             | 0                                                 | Luca                                              | Luca                                              | Veronica                                          | 3                                                 | Eliminata (Giorno 22)                  | Eliminata (Giorno 22)                  | Eliminata (Giorno 22)                  | Eliminata (Giorno 22)                  | Eliminata (Giorno 22)                  | Eliminata (Giorno 22)                  | Eliminata (Giorno 22)                  | Eliminata (Giorno 22)                  | Eliminata (Giorno 22)                  | Eliminata (Giorno 22)                  | Eliminata (Giorno 22)                    | Eliminata (Giorno 22)                    | Eliminata (Giorno 22)                  | Eliminata (Giorno 22)                  | Eliminata (Giorno 22)                  | Eliminata (Giorno 22)                  | Eliminata (Giorno 22)                  | Eliminata (Giorno 22)                  | Eliminata (Giorno 22)                  | Eliminata (Giorno 22)                  | Eliminata (Giorno 22)                  | Eliminata (Giorno 22)                     | Eliminata (Giorno 22)                     | 3                           |
|                     | Marco               | Carla                                             | 0                                                 | I Rodriguez                                       | 2                                                 | Non votante                                       | Non votante                                       | Espulso (Giorno 22)                    | Espulso (Giorno 22)                    | Espulso (Giorno 22)                    | Espulso (Giorno 22)                    | Espulso (Giorno 22)                    | Espulso (Giorno 22)                    | Espulso (Giorno 22)                    | Espulso (Giorno 22)                    | Espulso (Giorno 22)                    | Espulso (Giorno 22)                    | Espulso (Giorno 22)                      | Espulso (Giorno 22)                      | Espulso (Giorno 22)                    | Espulso (Giorno 22)                    | Espulso (Giorno 22)                    | Espulso (Giorno 22)                    | Espulso (Giorno 22)                    | Espulso (Giorno 22)                    | Espulso (Giorno 22)                    | Espulso (Giorno 22)                    | Espulso (Giorno 22)                    | Espulso (Giorno 22)                       | Espulso (Giorno 22)                       | 2                           |
|                     | Serena              | Ivana                                             | 0                                                 | Ivana                                             | 6                                                 | Eliminata (Giorno 15)                             | Eliminata (Giorno 15)                             | Eliminata (Giorno 15)                  | Eliminata (Giorno 15)                  | Eliminata (Giorno 15)                  | Eliminata (Giorno 15)                  | Eliminata (Giorno 15)                  | Eliminata (Giorno 15)                  | Eliminata (Giorno 15)                  | Eliminata (Giorno 15)                  | Eliminata (Giorno 15)                  | Eliminata (Giorno 15)                  | Eliminata (Giorno 15)                    | Eliminata (Giorno 15)                    | Eliminata (Giorno 15)                  | Eliminata (Giorno 15)                  | Eliminata (Giorno 15)                  | Eliminata (Giorno 15)                  | Eliminata (Giorno 15)                  | Eliminata (Giorno 15)                  | Eliminata (Giorno 15)                  | Eliminata (Giorno 15)                  | Eliminata (Giorno 15)                  | Eliminata (Giorno 15)                     | Eliminata (Giorno 15)                     | 6                           |
|                     | Carla               | Luca                                              | 6                                                 | Eliminata (Giorno 8)                              | Eliminata (Giorno 8)                              | Eliminata (Giorno 8)                              | Eliminata (Giorno 8)                              | Eliminata (Giorno 8)                   | Eliminata (Giorno 8)                   | Eliminata (Giorno 8)                   | Eliminata (Giorno 8)                   | Eliminata (Giorno 8)                   | Eliminata (Giorno 8)                   | Eliminata (Giorno 8)                   | Eliminata (Giorno 8)                   | Eliminata (Giorno 8)                   | Eliminata (Giorno 8)                   | Eliminata (Giorno 8)                     | Eliminata (Giorno 8)                     | Eliminata (Giorno 8)                   | Eliminata (Giorno 8)                   | Eliminata (Giorno 8)                   | Eliminata (Giorno 8)                   | Eliminata (Giorno 8)                   | Eliminata (Giorno 8)                   | Eliminata (Giorno 8)                   | Eliminata (Giorno 8)                   | Eliminata (Giorno 8)                   | Eliminata (Giorno 8)                      | Eliminata (Giorno 8)                      | 6                           |
|                     |                     |                                                   |                                                   |                                                   |                                                   |                                                   |                                                   |                                        |                                        |                                        |                                        |                                        |                                        |                                        |                                        |                                        |                                        |                                          |                                          |                                        |                                        |                                        |                                        |                                        |                                        |                                        |                                        |                                        |                                           |                                           |                             |
| Annotazioni         | Annotazioni         | [ 4 ] [ 5 ]                                       | [ 4 ] [ 5 ]                                       | [ 6 ] [ 7 ]                                       | [ 6 ] [ 7 ]                                       | [ 8 ] [ 9 ]                                       | [ 8 ] [ 9 ]                                       | [ 10 ]                                 | [ 10 ]                                 | [ 11 ] [ 12 ] [ 13 ]                   | [ 11 ] [ 12 ] [ 13 ]                   | [ 14 ] [ 15 ]                          | [ 14 ] [ 15 ]                          | [ 16 ] [ 17 ]                          | [ 16 ] [ 17 ]                          | [ 18 ] [ 19 ] [ 20 ]                   | [ 18 ] [ 19 ] [ 20 ]                   | [ 21 ]                                   | [ 21 ]                                   | [ 22 ] [ 23 ] [ 24 ]                   | [ 22 ] [ 23 ] [ 24 ]                   | [ 22 ] [ 23 ] [ 24 ]                   | [ 25 ] [ 26 ] [ 27 ]                   | [ 25 ] [ 26 ] [ 27 ]                   | [ 25 ] [ 26 ] [ 27 ]                   | [ 28 ] [ 29 ] [ 30 ] [ 31 ] [ 32 ]     | [ 28 ] [ 29 ] [ 30 ] [ 31 ] [ 32 ]     | [ 28 ] [ 29 ] [ 30 ] [ 31 ] [ 32 ]     | [ 33 ] [ 34 ] [ 35 ] [ 36 ] [ 37 ] [ 38 ] | [ 33 ] [ 34 ] [ 35 ] [ 36 ] [ 37 ] [ 38 ] |                             |
| Nominati            | Nominati            | Carla Gianluca Ignazio Ivana Luca                 | Carla Gianluca Ignazio Ivana Luca                 | Lorenzo Serena                                    | Lorenzo Serena                                    | Carmen D. P. Daniele                              | Carmen D. P. Daniele                              | Lorenzo Simona                         | Lorenzo Simona                         | Aída Lorenzo                           | Aída Lorenzo                           | Jeremias Veronica                      | Jeremias Veronica                      | Aída Carmen R.                         | Aída Carmen R.                         | Aída Corinne Raffaello                 | Aída Corinne Raffaello                 | Cristiano Giulia Jeremias Luca Raffaello | Cristiano Giulia Jeremias Luca Raffaello | Aída Cristiano Daniele Giulia          | Cecilia Cristiano Ignazio Ivana        | Cecilia Cristiano Ignazio Ivana        | Aída Daniele Ignazio                   | Cristiano Ignazio                      | Cristiano Ignazio                      | Lorenzo Luca                           | Cristiano Ivana                        | Luca Raffaello                         | Aída Daniele                              | Daniele Ivana Luca                        |                             |
| Nominati            | Nominati            | Carla Gianluca Ignazio Ivana Luca                 | Carla Gianluca Ignazio Ivana Luca                 | Lorenzo Serena                                    | Lorenzo Serena                                    | Carmen D. P. Daniele                              | Carmen D. P. Daniele                              | Lorenzo Simona                         | Lorenzo Simona                         | Aída Lorenzo                           | Aída Lorenzo                           | Jeremias Veronica                      | Jeremias Veronica                      | Aída Carmen R.                         | Aída Carmen R.                         | Aída Corinne Raffaello                 | Aída Corinne Raffaello                 | Cristiano Giulia Jeremias Luca Raffaello | Cristiano Giulia Jeremias Luca Raffaello | Aída Cristiano Daniele Giulia          | Cecilia Cristiano Ignazio Ivana        | Cecilia Cristiano Ignazio Ivana        | Aída Daniele Ignazio                   | Cristiano Ignazio                      | Cristiano Ignazio                      | Lorenzo Luca                           | Cristiano Ivana                        | Luca Raffaello                         | Daniele Giulia                            | Daniele Luca                              |                             |
| Ritirati            | Ritirati            | Nessuno                                           | Nessuno                                           | Nessuno                                           | Nessuno                                           | Nessuno                                           | Nessuno                                           | Nessuno                                | Nessuno                                | Nessuno                                | Nessuno                                | Nessuno                                | Nessuno                                | Nessuno                                | Nessuno                                | Nessuno                                | Nessuno                                | Nessuno                                  | Nessuno                                  | Nessuno                                | Nessuno                                | Nessuno                                | Nessuno                                | Nessuno                                | Nessuno                                | Nessuno                                | Nessuno                                | Nessuno                                | Nessuno                                   | Nessuno                                   |                             |
| Espulsi             | Espulsi             | Nessuno                                           | Nessuno                                           | Nessuno                                           | Nessuno                                           | Marco                                             | Marco                                             | Nessuno                                | Nessuno                                | Marco                                  | Marco                                  | Nessuno                                | Nessuno                                | Nessuno                                | Nessuno                                | Nessuno                                | Nessuno                                | Nessuno                                  | Nessuno                                  | Nessuno                                | Nessuno                                | Nessuno                                | Nessuno                                | Nessuno                                | Nessuno                                | Nessuno                                | Nessuno                                | Nessuno                                | Nessuno                                   | Nessuno                                   |                             |
| Eliminati           | Eliminati           | Carla 46% per eliminare                           | Carla 46% per eliminare                           | Serena 51% per eliminare                          | Serena 51% per eliminare                          | Carmen D. P. 68% per eliminare                    | Carmen D. P. 68% per eliminare                    | Simona 64% per eliminare               | Simona 64% per eliminare               | Lorenzo 52% per eliminare              | Lorenzo 52% per eliminare              | Veronica 51% per eliminare             | Veronica 51% per eliminare             | Carmen R. 66% per eliminare            | Carmen R. 66% per eliminare            | Corinne 41% per eliminare              | Corinne 41% per eliminare              | Jeremias 30% per eliminare               | Jeremias 30% per eliminare               | Giulia 45% per la finale               | Cecilia 49% per eliminare              | Cecilia 49% per eliminare              | Daniele 57% per la finale              | Ignazio 57% per eliminare              | Ignazio 57% per eliminare              | Lorenzo 88% per eliminare              | Ivana 76% per la finale                | Luca 63% per la finale                 | Aída 62% per eliminare                    | Ivana 15% (su 3)                          |                             |
| Eliminati           | Eliminati           | Carla 46% per eliminare                           | Carla 46% per eliminare                           | Serena 51% per eliminare                          | Serena 51% per eliminare                          | Carmen D. P. 68% per eliminare                    | Carmen D. P. 68% per eliminare                    | Simona 64% per eliminare               | Simona 64% per eliminare               | Lorenzo 52% per eliminare              | Lorenzo 52% per eliminare              | Veronica 51% per eliminare             | Veronica 51% per eliminare             | Carmen R. 66% per eliminare            | Carmen R. 66% per eliminare            | Corinne 41% per eliminare              | Corinne 41% per eliminare              | Jeremias 30% per eliminare               | Jeremias 30% per eliminare               | Giulia 45% per la finale               | Cecilia 49% per eliminare              | Cecilia 49% per eliminare              | Daniele 57% per la finale              | Ignazio 57% per eliminare              | Ignazio 57% per eliminare              | Lorenzo 88% per eliminare              | Ivana 76% per la finale                | Luca 63% per la finale                 | Aída 62% per eliminare                    | Ivana 15% (su 3)                          |                             |
| Eliminati           | Eliminati           | Carla 46% per eliminare                           | Carla 46% per eliminare                           | Serena 51% per eliminare                          | Serena 51% per eliminare                          | Carmen D. P. 68% per eliminare                    | Carmen D. P. 68% per eliminare                    | Simona 64% per eliminare               | Simona 64% per eliminare               | Lorenzo 52% per eliminare              | Lorenzo 52% per eliminare              | Veronica 51% per eliminare             | Veronica 51% per eliminare             | Carmen R. 66% per eliminare            | Carmen R. 66% per eliminare            | Corinne 41% per eliminare              | Corinne 41% per eliminare              | Jeremias 30% per eliminare               | Jeremias 30% per eliminare               | Giulia 45% per la finale               | Cecilia 49% per eliminare              | Cecilia 49% per eliminare              | Daniele 57% per la finale              | Ignazio 57% per eliminare              | Ignazio 57% per eliminare              | Lorenzo 88% per eliminare              | Ivana 76% per la finale                | Luca 63% per la finale                 | Aída 62% per eliminare                    | Luca 48% (su 2)                           |                             |
| Eliminati           | Eliminati           | Carla 46% per eliminare                           | Carla 46% per eliminare                           | Serena 51% per eliminare                          | Serena 51% per eliminare                          | Carmen D. P. 68% per eliminare                    | Carmen D. P. 68% per eliminare                    | Simona 64% per eliminare               | Simona 64% per eliminare               | Lorenzo 52% per eliminare              | Lorenzo 52% per eliminare              | Veronica 51% per eliminare             | Veronica 51% per eliminare             | Carmen R. 66% per eliminare            | Carmen R. 66% per eliminare            | Jeremias 67% per salvare               | Jeremias 67% per salvare               | Jeremias 30% per eliminare               | Jeremias 30% per eliminare               | Giulia 45% per la finale               | Cecilia 49% per eliminare              | Cecilia 49% per eliminare              | Aída 24% per la finale                 | Ignazio 57% per eliminare              | Ignazio 57% per eliminare              | Lorenzo 88% per eliminare              | Cristiano 24% per la finale            | Raffaello 37% per la finale            | Giulia 53,5% per eliminare                |                                           |                             |
| Eliminati           | Eliminati           | Carla 46% per eliminare                           | Carla 46% per eliminare                           | Serena 51% per eliminare                          | Serena 51% per eliminare                          | Carmen D. P. 68% per eliminare                    | Carmen D. P. 68% per eliminare                    | Simona 64% per eliminare               | Simona 64% per eliminare               | Lorenzo 52% per eliminare              | Lorenzo 52% per eliminare              | Veronica 51% per eliminare             | Veronica 51% per eliminare             | Carmen R. 66% per eliminare            | Carmen R. 66% per eliminare            | Jeremias 67% per salvare               | Jeremias 67% per salvare               | Jeremias 30% per eliminare               | Jeremias 30% per eliminare               | Giulia 45% per la finale               | Cecilia 49% per eliminare              | Cecilia 49% per eliminare              | Aída 24% per la finale                 | Ignazio 57% per eliminare              | Ignazio 57% per eliminare              | Lorenzo 88% per eliminare              | Cristiano 24% per la finale            | Raffaello 37% per la finale            | Giulia 53,5% per eliminare                | Daniele 52% per vincere                   |                             |

## Classifica del preferito
Dalla Settimana 5 fino alla Settimana 8 viene introdotta la classifica del preferito: il pubblico ha la possibilità di votare il concorrente preferito in un televoto al positivo, il cui risultato determina lo sviluppo delle nomination. Solamente i sei concorrenti meno votati, infatti, possono essere nominati dai membri della Casa, mentre gli altri ricevono l'immunità.
| Posizione | Settimana 5               | Settimana 6                  | Settimana 7                  | Settimana 8               |
| --------- | ------------------------- | ---------------------------- | ---------------------------- | ------------------------- |
| 1º        | Giulia De Lellis – 27%    | Daniele Bossari – 26,55%     | Giulia De Lellis – 33,30%    | Giulia De Lellis – 35%    |
| 2º        | Daniele Bossari – 22%     | Giulia De Lellis – 22,93%    | Daniele Bossari – 20,03%     | Daniele Bossari – 18%     |
| 3º        | Cecilia Rodríguez – 9%    | Cristiano Malgioglio – 8,52% | Ivana Mrázová – 7,26%        | Cecilia Rodríguez – 8%    |
| 4º        | Cristiano Malgioglio – 9% | Lorenzo Flaherty – 8%        | Jeremias Rodríguez – 7,23%   | Ivana Mrázová – 7%        |
| 5º        | Jeremias Rodríguez – 7%   | Ignazio Moser – 7,18%        | Cristiano Malgioglio – 6,67% | Ignazio Moser – 6%        |
| 6º        | Luca Onestini – 7%        | Aída Yéspica – 6,15%         | Cecilia Rodríguez – 6,10%    | Cristiano Malgioglio – 6% |
| 7º        | Ivana Mrázová – 5%        | Ivana Mrázová – 5,69%        | Ignazio Moser – 4,97%        | Aída Yéspica – 5%         |
| 8º        | Gianluca Imparato –5%     | Luca Onestini – 5,52%        | Luca Onestini – 2,11%        | Jeremias Rodríguez – 5%   |
| 9º        | Ignazio Moser – 4%        | Cecilia Rodríguez – 5,36%    | Aida Yéspica – 3,79%         | Raffaello Tonon – 4%      |
| 10º       | Aída Yéspica – 3%         | Jeremias Rodríguez – 3,26%   | Raffaello Tonon – 2,94%      | Luca Onestini – 4%        |
| 11º       | Lorenzo Flaherty – 1%     | Veronica Angeloni – 0,84%    | Lorenzo Flaherty – 2,17%     | Lorenzo Flaherty – 2%     |
| 12º       | Veronica Angeloni – 1%    |                              | Carmen Russo – 0,95%         | Corinne Cléry – 0%        |
| 13º       |                           | Corinne Cléry – 0,39%        |                              |                           |

## Episodi di particolare rilievo
- Giorno 1: I VIP entrano in casa. Durante la prima puntata dell'11 settembre, vengono composte due squadre per una prova d'atletica: la squadra vincente, quella rossa, (composta da Carla Cruz, Carmen Di Pietro, Cecilia e Jeremias Rodríguez, Lorenzo Flaherty, Luca Onestini, Marco Predolin, Simona Izzo e Veronica Angeloni) rimane nella Casa vera e propria, mentre la perdente, quella blu (composta da Aida Yespica, Cristiano Malgioglio, Daniele Bossari, Giulia De Lellis, Ignazio Moser, Ivana Mrazova e Serena Grandi) va a vivere nella Stazione di Tristopoli (ex Cantina). Durante la prima puntata ogni concorrente prende una busta sigillata a caso, firmandola con il proprio nome e cognome. Le buste saranno aperte nel corso delle settimane dall'eliminato di turno, e solo in una di esse è presente la scritta "Rientri in gioco", che darà l'opportunità al concorrente eliminato che ne è in possesso di tornare ufficialmente in gioco.
- Giorno 8: Viene effettuato il primo trasloco, ovvero coloro che hanno vissuto durante la settimana precedente in casa (squadra rossa), si trasferiscono in stazione, coloro che invece ha vissuto in stazione (squadra blu) si trasferiscono in casa.
- Giorno 15: Vengono sciolte le squadre e vivranno tutti insieme in casa fino alla fine del reality.
- Giorno 21: A Marco Predolin scappa una bestemmia. Il giorno dopo viene squalificato.
- Giorno 22: Cecilia e Jeremias vengono divisi e diventano concorrenti singoli.
- Giorno 35: A causa della morte del suo manager, Daniele Bossari alle ore 23:15 del 15 ottobre ha lasciato la Casa in maniera temporanea.
- Giorno 36: Alle ore 17:19 del 16 ottobre, Daniele Bossari rientra nella Casa.
- Giorno 36: Durante la puntata del 16 ottobre entrano 3 nuovi concorrenti nella casa: Carmen Russo, Raffaello Tonon e Corinne Cléry.
- Giorno 36: Lorenzo viene eliminato tramite il televoto ma rientra in gioco in quanto era il proprietario della busta che consentiva a un solo eliminato di poter ritornare nella casa.
- Giorno 45: Al suono di All You Need Is Love, i concorrenti devono abbracciarsi, accarezzarsi o baciarsi con il compagno più vicino. Assistiamo al bacio tra Cecilia Rodriguez e Ignazio Moser.
- Giorno 51: Il Grande Fratello, in occasione di Halloween, fa entrare nella casa degli attori interpretanti Samara Morgan e delle infermiere insanguinate. Dopo questo i VIP festeggiano mascherati.
- Giorno 57: Nel corso della nona puntata vi è una seconda eliminazione. Il Capitano, Raffaello Tonon, azionerà una doppia catena di salvataggi dalla quale resteranno i concorrenti a rischio eliminazione. Tra le donne viene designata Giulia De Lellis, tra gli uomini restano Ignazio Moser e Jeremias Rodriguez. Il Grande Fratello però decide che le donne essendo poche in casa sono immuni e per questo è Giulia a scegliere l'eliminato, ovvero Jeremias. Ma viene aperto un televoto, nel quale si chiede al pubblico se vuole salvare Jeremias e con il 66,97% dei voti in positivo, il concorrente può rientrare in casa.
- Giorno 64: Nel corso della decima puntata vi è la proclamazione del primo finalista. In casa pensano si tratti di una seconda eliminazione. I concorrenti, divisi in due schieramenti, iniziano delle catene di salvataggio. Daniele e Cristiano non sono stati salvati e sono al televoto ma possono trascinare con loro altri due concorrenti: scelgono Giulia e Aida. Così tra i 4 nominati Giulia vince il televoto flash e diventa la 1ª finalista.
- Giorno 71: Nel corso dell'undicesima puntata vi è la proclamazione del secondo e terzo finalista. In casa pensano si tratti di una doppia eliminazione. Vi è una catena di salvataggio: le donne Aida e Ivana salvano Cristiano e Luca, che a loro volta salvano Raffaello. Giulia, finalista, manda al televoto Ignazio e Daniele, che trascinano con loro una donna, Aida. Così tra i 3 nominati Daniele e Aida vincono il televoto flash e vengono proclamati finalisti.
- Giorno 78: Nel corso della semifinale vengono effettuate 3 eliminazioni: la prima tra Ignazio e Cristiano, nominati della settimana, dalla quale esce sconfitto Ignazio; la seconda tra Luca e Lorenzo, scelti da Ivana che ha deciso di "salvare" Raffaello e Cristiano, dalla quale esce sconfitto Lorenzo; la terza tra Ivana e Cristiano (che Ivana stessa preferisce a Raffaello come sfidante, poiché per lei "rimanere in casa senza Raffaello oppure Luca sarebbe come uscire"), nella quale il concorrente meno votato è definitivamente eliminato mentre l'altro andrà direttamente in finale: Cristiano ne esce sconfitto. L'ultimo finalista di quest'edizione sarà scelto tra Luca e Raffaello, entrambi nella nomination settimanale.

### Segreti
| Concorrente    | Durata       | Segreto | Esito |
| -------------- | ------------ | --- | ----- |
| Marco          | Giorni 15-22 | Marco deve tenere nascosta la busta che contiene l'immunità per sé stesso o per un altro concorrente a sua scelta. Il segreto non è andato a buon fine poiché Marco è stato espulso dalla casa il lunedì successivo. |       |
| Aida e Daniele | Giorni 71-78 | Aida e Daniele, votati come finalisti dal pubblico, vivono per una settimana all'interno della SPA Flower Power ad insaputa degli altri concorrenti ancora nella casa.                                               |       |

## Ascolti
| Puntata    | Messa in onda     | Telespettatori | Share  | Ospiti                                           |
| ---------- | ----------------- | -------------- | ------ | ------------------------------------------------ |
| 1          | 11 settembre 2017 | 4 490 000      | 24,53% | –                                                |
| 2          | 18 settembre 2017 | 4 304 000      | 23,80% | Raoul Bhova                                      |
| 3          | 25 settembre 2017 | 4 124 000      | 22,20% | Andrea Pucci, Ricky Tognazzi                     |
| 4          | 2 ottobre 2017    | 4 768 000      | 24,77% | –                                                |
| 5          | 9 ottobre 2017    | 4 692 000      | 25,22% | Belén Rodríguez                                  |
| 6          | 16 ottobre 2017   | 4 531 000      | 23,83% | –                                                |
| 7          | 23 ottobre 2017   | 4 386 000      | 22,92% | Marcella Bella                                   |
| 8          | 30 ottobre 2017   | 4 762 000      | 25,20% | Anna Safroncik, Roberto Farnesi, Francesco Monte |
| 9          | 6 novembre 2017   | 5 494 000      | 27,90% | Giulia Michelini                                 |
| 10         | 13 novembre 2017  | 5 211 000      | 24,41% | –                                                |
| 11         | 20 novembre 2017  | 5 508 000      | 29,10% | Mara Venier                                      |
| Semifinale | 27 novembre 2017  | 5 375 000      | 28,70% | Andrea Damante, Filippa Lagerbäck                |
| Finale     | 4 dicembre 2017   | 5 569 000      | 30,92% | –                                                |
| Media      | Media             | 4 863 000      | 25,65% |                                                  |

- Nota: Il picco di ascolti si è registrato alle 1:23 di martedì 5 dicembre, durante la proclamazione del vincitore, con il 55,3% di share.[52]

### Grande Fratello VIP Night
| Puntata    | Messa in onda     | Telespettatori | Share  |
| ---------- | ----------------- | -------------- | ------ |
| 1          | 11 settembre 2017 | 2 012 000      | 31,01% |
| 2          | 18 settembre 2017 | 2 049 000      | 33,00% |
| 3          | 25 settembre 2017 | 1 753 000      | 26,50% |
| 4          | 2 ottobre 2017    | 2 084 000      | 31,19% |
| 5          | 9 ottobre 2017    | 2 578 000      | 30,50% |
| 6          | 16 ottobre 2017   | 2 082 000      | 30,70% |
| 7          | 23 ottobre 2017   | 1 833 000      | 26,60% |
| 8          | 30 ottobre 2017   | 2 108 000      | 31,90% |
| 9          | 6 novembre 2017   | 2 611 000      | 35,40% |
| 10         | 13 novembre 2017  | 2 180 000      | 31,94% |
| 11         | 20 novembre 2017  | 2 647 000      | 39,00% |
| Semifinale | 27 novembre 2017  | 2 739 000      | 40,60% |
| Media      | Media             | 2 184 000      | 32,36% |